# The Lancet
The Lancet е ежеседмично рецензирано общомедицинско научно списание.
То е сред най-известните, стари и най-авторитетни общи списания по медицина. The Lancet е основано през 1823 г. от Томас Уоклей (Thomas Wakley), английски хирург, нарекъл го в чест на ланцета, хирургически инструмент. В списанието се публикуват оригинални изследователски и обзорни статии, редакционни статии, обзори на книги, кореспонденции, новинарски обзори и истории на болести. The Lancet е купен от Elsevier през 1991 г. От 1995 г. главен редактор става Ричард Хортън (Richard Horton). Списанието има редакционни офиси в Лондон, Ню Йорк и Пекин.

## Влияние
През 2012 г. организацията Journal Citation Reports оценява импакт фактора на списанието като втори сред общите медицински списания – на ниво от 39,06 бала, след The New England Journal of Medicine, което има оценка от 51,658 бала.

## Специализирани списания
The Lancet има също така няколко специализирани списания, всяко от които носи родителското име: The Lancet Neurology (неврология), The Lancet Oncology (онкология) и The Lancet Infectious Diseases (инфекциозни заболявания). Те също публикуват оригинални изследвания и обзори. Тези три списания са си създали значителна репутация като важни списания в своите специалности. Съгласно данните на Journal Citation Reports, публикувани от Thompson Reuters, импакт-факторът на The Lancet Neurology е равен на 21,66, на The Lancet Oncology – 17,76, а на The Lancet Infectious Diseases е равен на 16,14. Съществува и онлайн-списание за студенти, наречено The Lancet Student.

## Застъпване на политически възгледи
Списанието The Lancet е заемало политическа позиция по ред важни медицински и немедицински въпроси. Сред последните е критика към СЗО, когато тази организация признава ефективността на хомеопатията като вариант за лечение. Освен това, през 2003 г. списанието отправя призив да се постави тютюнът извън закона.